# 이세벨
이세벨(? ~ 기원전 842년경)은 페니키아 왕 엣바알의 딸로, 바알 숭배자였으며, 북이스라엘의 7대 왕인 아합의 아내였다. 성경에서 그녀는 악하고 잔인한 인물로 기록되어 있다.
이세벨은 그녀의 남편 아합을 유혹하여 바알 숭배자로 만들었다. 이세벨의 유혹에 넘어간 아합은 사마리아에 바알 신전을 지었고, 바알의 단을 만들었으며, 아세라 여신상도 세웠다. 이렇게 해서 그는 여호와의 노를 격발했다.
이세벨은 여호와의 선지자들을 박해하고 죽였으며 엘리야마저 살해하려고 시도했다. 그 뒤에도 이세벨은 건달 두 사람을 내세워 나봇이 하나님과 왕을 저주했다고 거짓 증언하게 만들었다. 나봇을 살해하고 그의 포도원을 빼앗기 위함이었다. 결국 이세벨의 음모대로 나봇은 살해당했다.
이세벨의 이같은 악한 행동은 여호와의 노를 격발시켰다. 여호와는 엘리야를 통해 이세벨이 비참하게 죽임을 당할 것이라고 예언하셨다. 여호와가 예언하신 대로   이세벨은 예후에 의해 창밖에 내던져져 죽임을 당했다. 후에 사람들이 이세벨의 시체를 묻어 주러 갔으나, 그녀의 시체를 찾을 수 없었다. 찾아낸 것이라고는 두골과 손발뿐이었다. 선지자 엘리야의  예언대로 그녀의 시체는 개들에게 먹힌 것이다.
한편 이세벨을 처단한 예후는 북왕국 이스라엘의 제10대 왕이다. 원래 그는 아합 왕의 군대장관이었고, 아합의 아들 요람 왕을 섬기던 자였다. 그러나 선지자 엘리사에 의해 기름부음을 받은 후, 아합 왕조를 멸망시키라는 명령을 받았다.  이후 그는 요람 왕을 죽이고, 아합과 아하시야 집안을 멸해 하나님의 심판을 행했다.
이세벨은 불량배들에게 나봇에 대해 거짓 증언을 하게 만들었다.